# میراث (ترانه)
«میراث» (به انگلیسی: Legacy) نام آهنگی از خواننده هیپ هاپ آمریکایی، امینم است. ترانه میراث تک‌آهنگ شماره ۶ از هشتمین آلبوم استدیویی امینم، مارشال مترز ال‌پی ۲ است. موضوع این ترانه مشکلات دوران کودکی امینم در شهر دیترویت است. میراث بعنوان یکی از ترانه‌های رسمی رِسِلمِینیا XXX انتخاب شده است.

## جدول‌های فروش موسیقی
| سال  | چارت موسیقی (۲۰۱۳)                                                            | بهترین رتبه |
| ---- | ----------------------------------------------------------------------------- | ----------- |
| ۲۰۱۳ | فرانسه -فرانسه (اس‌ان‌ای‌پی)                                                     | ۱۶۳         |
| ۲۰۱۳ | ایالات متحده آمریکا - بیلبورد ایالات متحده (۱۰۰ آهنگ داغ بیلبورد)             | ۱۸          |
| ۲۰۱۳ | ایالات متحده آمریکا - ترانه‌های داغ ریتم و بلوز/هیپ هاپ ایالات متحده (بیلبورد) | ۴۴          |